# Tyler Jarnagin
Tyler Jarnagin (...) è un giocatore di football americano statunitense, che gioca come quarterback per i Prague Black Panthers.